# 春名直章
春名 直章（はるな なおあき、1959年4月16日 -）は、日本の政治家。元衆議院議員（通算2期）。日本共産党中央委員、高知県委員長。

## 略歴
岡山県生まれ。岡山県立林野高等学校、高知大学教育学部卒業。在学中に日本共産党に入党。民青同盟中央副委員長等を歴任。1996年に行われた第41回衆議院議員総選挙に高知県第3区から出馬。自由民主党から出馬した山本有二に大差で敗れるも比例復活により初当選。以後、2期連続当選。
議員在任中は農林水産委員会・総務委員会・憲法審査会等に所属。国会質問の常連として知られ7年間で246回の国会質問を行う。
2000年の第42回衆議院議員総選挙では、比例四国ブロックから単独出馬し再選される。
2003年の第43回衆議院議員総選挙では、比例四国ブロックの議席が獲得できず落選。
2005年の第44回衆議院議員総選挙では、高知県第1区に国替えして出馬するも自由民主党から出馬した福井照に敗れ比例復活もできず落選。
2007年の第21回参議院議員通常選挙では、比例区から出馬するも次々点で落選。
2009年の第45回衆議院議員総選挙では、党内の事情により高知県第1区から単独出馬するも落選。
2010年の第22回参議院議員通常選挙では、高知県選挙区から出馬するも落選。
2012年の第46回衆議院議員総選挙では、高知県第1区及び比例四国ブロックから重複立候補するも落選。
2014年の第47回衆議院議員総選挙では、高知県第1区及び比例四国ブロックから重複立候補するも落選。
2016年の第24回参議院議員通常選挙では、比例区から出馬するも落選。
2017年高知県委員長に就任。

## 政策
- 憲法改正と集団的自衛権の行使に反対。憲法が自らの政治への原点と語る[13]。
- 原発は日本に必要ない[13]。
- TPP交渉から直ちに撤退することを求める[13]。
- 選択的夫婦別姓制度導入に賛同。「時代の流れ」と述べる[14]。